# Enrique (príncipe abodrita)

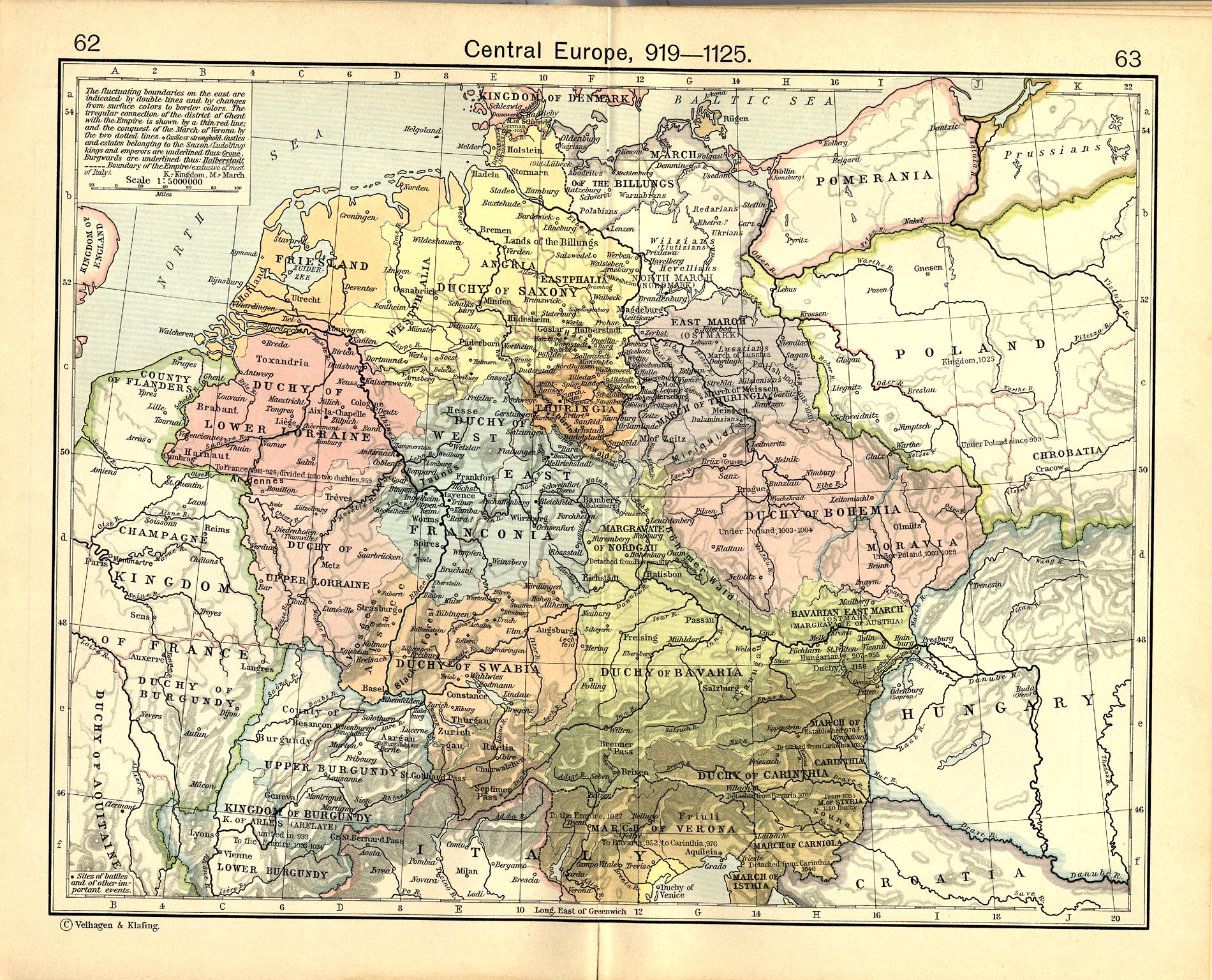
Mapa del reinado del príncipe Enrique de Abodrita.

Enrique (antes de 1066 – 22 de marzo o 7 de junio de 1127) fue un rey o príncipe abodrita (1093–1127) de la dinastía nakónida; fue considerado por los contemporáneos como "rey de los eslavos" (rex Slavorum). El reino abodrita alcanzó su máxima extensión durante el gobierno de Enrique, extendiéndose desde el Elba hasta el Óder y desde el Havelland al mar Báltico.

## Biografía
Enrique era el segundo hijo del príncipe abodrita Godescalco, un cristiano que fue asesinado en un alzamiento pagano en 1066, y Sigrid Svendsdatter; Enrique y su medio hermano Budivoi fueron entonces criados en Dinamarca y Luneburgo, respectivamente. Las tierras abodritas pasaron al líder del alzamiento, el pagano Kruto. Mientras Enrique permaneció pasivo, Budivoi, apoyado por los paganos, resultó muerto por Kruto en Plön. Cuando Kruto alcanzó una edad avanzada, se vio obligado a defenderse contra una invasión de Enrique con apoyo danés en 1090. Kruto no pudo impedir que Enrique hostigase y saquease el litoral de Wagria. Kruto, presionado, se mostró conforme con reunirse con Enrique y otorgarle una porción del reino abodrita en 1093. Aunque Kruto planeó asesinar a Enrique durante la visita, Enrique consiguió que matasen a Kruto, con la ayuda de la esposa de Kruto, Slavina. Casándose con la viuda, Enrique lideró un ejército eslavo y sajón a la victoria en la batalla de Schmilau en 1093. Según Helmoldo de Bosau, la luz del sol poniente impidió a los eslavos obtener la victoria.
En lugar de Mecklemburgo, Enrique escogió como residencia Liubice, cerca del lugar de lo que más tarde sería Lübeck. Fue seleccionado debido a su proximidad a los wagrios, los abodritas propiamente dichos, y los polabios. Enrique permaneció en buenos términos con sus vecinos daneses y sajones, especialmente con el duque Lotario de Suplimburgo y Adolfo I de Holstein. Invitó a comerciantes extranjeros, especialmente sajones, a Liubice.  Helmoldo de Bosau señala que Enrique animó a sus súbditos a implicarse en la agricultura. El príncipe permitió la acuñación de monedas representando un muro y una torre en un lado y una cruz doble en el otro lado.
Helmoldo documenta a Enrique haciendo campañas contra los rani, kissini, circipani, luticios, y pomeranios occidentales para hacerlos tributarios. Se vio obligado a defenderse contra un ataque por sorpresa procedente del mar por el pagano Rani de Rugia h. 1100; después de ser reforzado por sajones de Holstein, Enrique obligó a Rani a pagar tributo. En los inviernos de 1123/24 y 1124/25 Enrique lideró expediciones contra los Rani después de que ellos mataran a su hijo Valdemar y rechazasen pagarle un tributo. Enrique lideró a 2.000-6.000 hombres durante la primera campaña; sajones de Holstein y Stormarn marcharon junto a sus tropas eslavas. La primera campaña de invierno acabó cuando los sacerdotes Rani pagaron un inmenso tributo. La segunda campaña fue coordinada con el duque Lotario de Sajonia. Enrique también reprimió revueltas de los brisani y los hevelios en el invierno de 1100/01. Mientras Enrique estaba asediando Havelberg durante un mes, su hijo Mistue saqueó a los vecinos linones con 200 sajones y 300 eslavos.
Un cristiano, Enrique hizo que construyeran una capilla dentro de su castillo así como una iglesia en la colonia de mercaderes. Teniendo presente la revuelta pagana de 1066, Enrique no forzó el cristianismo sobre sus súbditos, que siguieron siendo predominantemente paganos. En 1126 Vicelino de Oldemburgo fue a Liubice y pidió permiso a Enrique para predicar el cristianismo entre los eslavos. Después de recibir el apoyo de Enrique, Vicelino regresó a Sajonia para prepararse para la expedición misionera. Enrique había dado libertad a los pueblos eslavos para practicar su paganismo y él mismo y su corte eran algunos de los pocos cristianos en su territorio. Durante la ausencia del misionero, Enrique murió y fue enterrado en Luneburgo, aunque Helmoldo calla en lo que se refiere a su forma de morir.
Las tribus orientales como los hevelios y luticios se aprovecharon de la muerte de Enrique para afirmar su independencia. Los hijos mayores de Enrique, Voldemar y Mistivoi (1127) habían muerto antes que él. Sus hijos menores, Canuto y Sventipolk (también Svatopluk o Zwentibold), lucharon por la herencia. Cuando Canuto fue asesinado en 1128 en Lütjenburg, Sventipolk logró controlar todo el país. Vicelino finalmente envió sacerdotes a Liubice, pero después de esto fue conquistada por los Rani y destruida, los sacerdotes huyeron a Faldera (Neumünster). Sventipolk fue asesinado ese mismo año, y su hijo Swineke fue asesinado en 1129 en Ertheneburg a orillas del río Elba. El emperador Lotario III concedió el título de "rey de los abodritas" a Canuto Lavard en 1129, pero él fue asesinado en 1131. El reino abodrita fue al final dividido entre los paganos Niklot y Pribislao.